# David Simon (Autor)

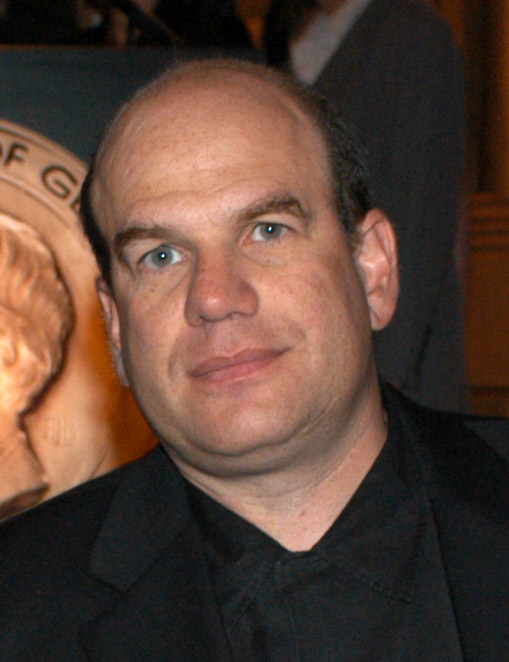
David Simon (2004)

David Simon (* 9. Februar 1960 in Washington, D.C.) ist ein US-amerikanischer Autor, Journalist und Drehbuchautor/Produzent amerikanischer Fernsehserien.

## Leben
Simon entstammt einer jüdischen Familie. Nach dem Besuch der University of Maryland, College Park schrieb er 12 Jahre für die Zeitung The Baltimore Sun.
Simon ist Autor der Bücher Homicide: Ein Jahr auf mörderischen Straßen und The Corner: A Year in the Life of an Inner-City Neighborhood. Das erste Buch war Vorlage für die NBC-Serie Homicide: Life on the Street, die er als Schreiber und Produzent begleitete. Aus dem zweiten Buch machte Simon zusammen mit Ed Burns die HBO-Miniserie The Corner, die im Jahr 2000 mit dem Emmy ausgezeichnet wurde.
Außerdem erfand und produzierte er, wiederum in Zusammenarbeit mit Ed Burns, die mehrfach ausgezeichnete HBO-Serie The Wire (2002–2008). Im Jahr 2008 arbeiteten Simons und Burns erneut zusammen und schrieben das Drehbuch zur siebenteiligen Miniserie Generation Kill. Es folgte die in New Orleans spielende Dramaserie Treme (2009–2013). 2015 entstand die Miniserie Show Me a Hero. 2017 bis 2019 folgte die Serie The Deuce. Mit The Plot Against America schuf er seine Serienadaption des Romans Verschwörung gegen Amerika, die 2020 veröffentlicht wurde. 2022 wurde seine, erneut in Baltimore spielende, Miniserie We Own This City ausgestrahlt, die auf dem gleichnamigen Buches des Journalisten Justin Fenton basiert.
David Simon ist mit Laura Lippman verheiratet und hat zwei Kinder.

## Auszeichnungen
Im September 2010 wurde Simon von der John D. und Catherine T. MacArthur Foundation mit dem Genius Award ausgezeichnet.

## Schriften
- Homicide: Ein Jahr auf mörderischen Straßen, aus dem Englischen von Gabriele Gockel. Kunstmann, München 2011. ISBN 978-3-88897-723-7.
- (gemeinsam mit Ed Burns): The Corner : Bericht aus dem dunklen Herzen der amerikanischen Stadt, Antje Kunstmann-Verlag, München 2012, ISBN 978-3-88897-744-2.